# Flachkopf-Kusimanse
Die Flachkopf-Kusimanse oder Kamerun-Kusimanse (Crossarchus platycephalus) ist eine Raubtierart aus der Familie der Mangusten (Herpestidae).

## Merkmale
Flachkopf-Kusimansen ähneln stark den nahe verwandten Dunkelkusimansen, mit denen sie manchmal sogar als gemeinsame Art angesehen werden. Die Unterschiede gründen sich vorwiegend im Bau des Schädels, auch hat die Flachkopf-Kusimanse im Gegensatz zur Dunkelkusimanse eine Nackenmähne. Die Kopfrumpflänge dieser Tiere beträgt 30 bis 36 Zentimeter, der Schwanz misst 16 bis 21 Zentimeter und das Gewicht beträgt 0,5 bis 1,5 Kilogramm. Ihr Körperbau ist schlank und langgestreckt, der Schwanz ist relativ kurz, ebenso die Beine. Die Vorder- und Hinterpfoten enden jeweils in fünf Zehen, die Vorderpfoten sind mit kräftigen Krallen versehen. Das dunkle, zottelige Fell ist dunkelbraun oder schwarz gefärbt, die Deckhaare werden nach hinten hin länger. Der Schädel ist wie bei allen Kusimansen durch die langgestreckte Schnauze charakterisiert, die Ohren sind klein und rundlich. Die Zahnformel lautet I 3/3 - C 1/1 - P 3/3 - M 2/2, insgesamt also 36 Zähne.

## Verbreitung und Lebensweise

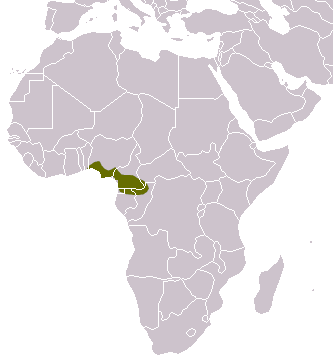
Verbreitungsgebiet der Flachkopfkusimanse

Flachkopf-Kusimansen sind im mittleren Afrika beheimatet. Ihr Verbreitungsgebiet erstreckt sich vom südlichen Benin und dem südlichen Nigeria über Kamerun bis in die Zentralafrikanische Republik und den Nordwesten der Republik Kongo. Ob sie auch in Gabun vorkommen, ist nicht bekannt. Ihr Lebensraum ist vorwiegend das Unterholz tropischer Regen- und Auwälder. Sie kommen mit menschlichen Eingriffen relativ gut zurecht und finden sich beispielsweise im Nigerdelta auch in Gebieten, die sich aus Waldstücken und Feldern zusammensetzen.
Über ihre Lebensweise ist sehr wenig bekannt. Sie sind wahrscheinlich tagaktiv und leben in Gruppen, die ohne fixen Bau in ihrem Revier herumstreifen. Ihre Nahrung, Wirbellose und kleine Wirbeltiere, suchen sie am Waldboden oder in verrotteten Baumstämmen.

## Gefährdung
Flachkopf-Kusimansen sind zwar weit verbreitet, aber nirgendwo sonderlich häufig. Wie andere Kusimansen werden sie wegen ihres Fleisches bejagt, ansonsten sind keine größeren Bedrohungen bekannt. Die IUCN listet die Art als „nicht gefährdet“ (least concern).